# Replikacija DNK
Replikacija DNK, polimerizacija DNK ili udvostručivanje DNK proces je u kojem se jedna molekula DNK udvostručuje odnosno od prvotne DNK nastaju dvije istovjetne kopije. Događa se prilikom rasta i razmnožavanja, prije dijeljenja stanice. Nukleinske kiseline jedine su molekule u živom svijetu koje mogu stvoriti istovjetne kopije.
Proces pojednostavnjuje dvolančana struktura DNK. Dva međusobno komplementarna i antiparalelna (suprotna) lanca u replikaciji se odvajaju slično patent-zatvaraču i otvaraju se nukleotidima iz okoline. Pri ovome neke sekvencije DNK imaju specifični afinitet za proteine koji vežu DNK (eng. DNA binding proteins) i igraju veliku ulogu u replikaciji, ali i transkripciji.
Roditeljski lanci služe kao kalupi. Svaki lanac iz početne DNK nalazi se u dvjema novonastalim molekulama. Svaka od dviju novosintetiziranih molekula DNK sadrži po jedan lanac roditeljske DNK i jedan lanac nove DNK (tzv. semikonzervativna replikacija). Smjer polimeriziranja roditeljskog lanca je od 5' – 3' kraja.
Novi lanac stvaraju enzimi, od kojih u replikaciji najvažniju ulogu imaju nukleaza, ligaza i polimeraza.
To čine tražeći komplementarnu bazu iz okoline te tvore novi lanac DNK. Baza s roditeljskog lanca određuje bazu na novom lancu radi komplementarnosti. Na taj se način u stanici repliciranjem stvore dvije nove kopije vlastite DNK. 
Transkripcija u RNK lanac za razliku od replikacije DNK, uključuje bazu uracil (U) na mjestima gdje bi se, u DNK lancu, pojavio timin (T).
Stupnjevi repliciranja DNK su odmatanje i razdvajanje polinukleotidnih lanaca uzvojnice DNK, slijedi komplementarno sparivanje baza i zatim polimeriziranje nukleotida. DNK se replicira počevši od mjesta zvanog ishodište replikacije, koje je kod malih molekula poput prokariotskih, virusnih ili organelnih samo jedno, a kod eukariotskih organizama ih ima više tisuća. Molekulu ili njen dio koji se replicira nazivamo replikon. Dvostruka uzvojnica se odmotava djelovanjem enzima topoizomeraze i DNK helikaze. Područje sintetiziranja DNK nazivamo replikacijske rašlje (vilice). One se kreću od ishodišta replikacije u suprotnim pravcima.
Vodeći lanac DNK u rašljama sintetizira se u smjeru kretanja i kontinuirano. Sinteza na ovom kalupu je 3' – 5'.
Proces kataliziranja nukleotida katalizira enzim DNK polimeraza prema načelu komplementarnog sparivanja baza. Za razliku od vodećeg lanca, tromi (usporeni) lanac DNK sintetizira se suprotno od kretanja replikacijski rašlji i diskontinuirano. Sinteza na ovom kalupu je 5' – 3'.
Prvo što nastane su Okazakijevi fragmenti. Oni su kratki ulomci DNK. Sintetiziraju se prema natrag u odnosu na smjer kretanja replikacijskih rašlji. Svaki se fragment sintetizira tako da se prvo sintetizira početnica (klice, začetnice) (kratki ulomak DNK). Proces nastavljaju DNK polimeraze, koja poslije uklanja svaku pogrešno ugrađeni nukleotid u DNK. Nukleaze i polimeraze potom uklanjaju početnice. Djelovanjem DNK ligaze spajaju se Okazakijevi fragmenti. Za razliku od DNK gdje postoji sustav koji popravlja pogreške, čime se osigurava istovjetnost kopije, kod RNK toga nema zbog čega se kod nekih organizama poput RNK virusa razvijaju česte mutacije.

## Vanjske poveznice
- Kemijsko tehnološki fakultet u Splitu  Arhivirana inačica izvorne stranice od 16. veljače 2018. (Wayback Machine) Replikacija, transkripcija, translacija
- Šumarski fakultet u Zagrebu  Arhivirana inačica izvorne stranice od 24. rujna 2015. (Wayback Machine) Osnove nasljeđivanja